# Reklameturm

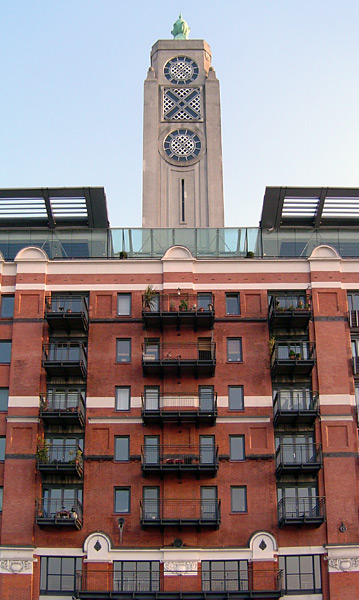
Reklameturm für OXO in London (OXO Tower)

Ein Reklameturm (Werbeturm) ist ein Turm zur Aufnahme von Reklame, entweder für wechselnde Motive oder für ein fest installiertes Logo.

## Beschreibung und Konstruktion
Reklametürme können als freistehende Stahlrohr- oder Stahlfachwerkturm ausgeführt werden, oder als aufgesetztes Teil eines Gebäudes.
Ein Reklameturm muss wegen der oft großen Schilder einem großen Winddruck standhalten können. Heute tragen Reklametürme auch Antennen für Mobilfunk.

## Beispiele
Ihre herausragende Gestaltung der Reklametürme führte bisweilen zu Wahrzeichen-Funktion über die beworbene Firma hinaus und prägt Stadtbilder. Eines der auffälligsten Beispiele ist das an Seilen zwischen zwei Türmen angebrachte Bayer-Kreuz in Leverkusen von 1958. Einer der ältesten in Europa befindlichen Reklametürme ist der Froschturm von 1919 auf dem Werksgelände des Erdal-Herstellers Werner & Mertz in Mainz.
- Fordturm der Ford-Werke in Köln von 1951,[1] als 112 m hohe  Stahlfachkonstruktion mit drehbare Weltkugel und Ford-Logo als Spitze.[2]
- Dortmunder U der Dortmunder Union-Brauerei, aufgesetzt 1968 als vierfaches, neun Meter hohes, beleuchtete „U“-Firmenzeichen.
- Quelleturm in Nürnberg
- Firmenlogo-Eule von 1950 auf dem Uihlein-Tapetenhaus in Hannover.
- VW-Tower in Hannover, monumentale Logos mit Volkswagen-Nutzfahrzeuge-Werbeschriftzug von 2003 auf dem ehemaligen Fernmeldeturm von 1958.
- Werbeturm (Bremen), 1967 abgebrochen